# Polígono Babel
Polígono Babel es un barrio de la ciudad española de Alicante. Según el padrón municipal, cuenta en el año 2022 con una población de 7888 habitantes (4086 mujeres y 3802 hombres). Está delimitado por Florida Baja y Ciudad de Asís al norte, Gran Vía Sur al sur, Benalúa al este, y por El Bacarot al oeste. Su código postal es el 03008 y está incluido en el distrito 3 de la capital alicantina.

## Población
Según el padrón municipal de habitantes de Alicante, la evolución de la población del barrio de Polígono Babel en los últimos años, del 2011 al 2022, tiene los siguientes números:
|                                                              | 2011  | 2012  | 2013   | 2014   | 2015   | 2016    | 2017 | 2018  | 2019  | 2020  | 2021  | 2022  |
| ------------------------------------------------------------ | ----- | ----- | ------ | ------ | ------ | ------- | ---- | ----- | ----- | ----- | ----- | ----- |
| Población                                                    | 14308 | 14398 | 14579  | 14751  | 14903  | 7909    | 7913 | 7957  | 7971  | 7981  | 7937  | 7888  |
| (Diferencia)                                                 |       | (+90) | (+181) | (+172) | (+152) | (-6994) | (+4) | (+44) | (+14) | (+10) | (-44) | (-49) |
| ** En el año 2016 se segregó el nuevo barrio de Gran Vía Sur |       |       |        |        |        |         |      |       |       |       |       |       |

## Historia del barrio
Popularmente se cree que el nombre Babel viene del desembarco de barcos ingleses, que para no pagar los derechos de amarre, desembarcaban en la playa de Babel. Siguiendo con esta tradición, los habitantes de Alicante dirían "els anglesos han arribat al Baver". Se utilizaría así el nombre Babel por el registro bíblico, ya que se hablarían distintas lenguas.
En realidad el nombre vendría de Baver o Bauer, lugar donde se carenaban los barcos colocando los "baos" en castellano —"baus" en valenciano—, que según la RAE se trata de "cada uno de los miembros de madera, hierro o acero que, puestos de trecho en trecho de un costado a otro del buque, sirven de consolidación y para sostener las cubiertas". Con el paso del tiempo el topónimo se tranformaría en la bíblica Babel de la creencia popular, quedando como Baver en valenciano.
El barrio ha sufrido grandes cambios urbanísticos, desde la llegada de la democracia, donde se pierden las vías del tren y la playa de Babel. Durante los años de la transición se construyen los primeros edificios en la avenida Lorenzo Carbonell. Son edificios de cajas de ahorros. En esa misma avenida se inauguró  en 1967 el Instituto Politécnico Nacional de Alicante, actualmente denominado Instituto de Educación Secundaria Antonio José Cavanilles También se comienza a construir la Gran Vía, que conecta con la autovía de Madrid y al Puerto. A partir de 1993 se comienzan a crear las primeras urbanizaciones y edificios.

## Dotaciones

### Deportivas

#### Polideportivo Florida Babel (Campo Betis-Florida)[6]
- 1 campo de fútbol 11 (pueden ser 2 de fútbol 7) de césped artificial.
- Dimensiones 106x63 metros. Capacidad 1000 espectadores.
- Almacenes con material deportivo.
- Vestuarios, tanto masculinos como femeninos y para árbitros.
- 1 pista de patinaje de 15x26 metros de hormigón.
- 1 pista de baloncesto de hormigón.
- 2 pistas de fútbol sala.
- 3 pistas de petanca

#### Pabellón Municipal Florida Babel[7]
- Pista cubierta; Dimensiones; 45x27 metros. Pavimento de parqué. Aforo de 511 espectadores
- Gimnasio; Dimensiones; 16x24 metros. Pavimento sintético
- Vestuarios masculinos y femeninos.
- Oficinas.
- Repostería.
- Almacenes.
- Aparcamiento propio

### Sanitarias

#### Centro de Salud Florida-Babel
El centro de salud Florida-Babel suministra el servicio sanitario tanto al Polígono Babel como a la Florida Baja. Dispone de los servicios de pediatría, medicina familiar, psiquiatría, dermatología, fisiología y demás. Recientemente, el centro de salud cambió los teléfonos para pedir citas con el propósito de modernizar sus sistemas informáticos.

### Educativas
En este barrio se pueden encontrar también centros de estudios como son el Colegio Público Florida, situado al norte del barrio, el I.E.S. Francisco Figueras Pacheco, situado también al norte del barrio, el I.E.S. Antonio José Cavanilles, en la avenida Alcalde Lorenzo Carbonell y el Instituto de Formación Profesional MEDAC Alicante.

## Hogueras en el barrio
La hoguera Polígono de Babel-Bernando Pérez Sala nació en 1980. La Hoguera se planta cada año en la avenida Alcalde Lorenzo Carbonell frente al I.E.S. Francisco Figueras Pacheco.
El presidente es Pedro García Cano y el presidente de la infantil Miguel Ángel Martín Monzó. En 2010 estará representada por Patricia Marín Plaza y por Alejandra Pérez García como bellezas y Miriam Pastor Lorenzo, Patricia Ortiz Más y Andrea Martínez Castaños como damas (adulta e infantiles).
Tiene afiliación con la barraca Festa, festa i mes festa, nacida en 2004. Su presidente es Antonio Serna Ripoll y el delegado de federación es Adelino Juan Segura.